# Haukur Hauksson
Haukur Hauksson est un footballeur islandais né le 1er septembre 1991. Il joue au poste d'arrière droit.

## Biographie
Sa carrière commence en seconde division islandaise, avec le club du KA, basé à Akureyri.
Il passe trois saisons dans le club du nord de l'Islande, puis découvre la première division en 2012, sous les couleurs du KR. Au sein de l'un des meilleurs clubs islandais, Haukur s'impose progressivement et remporte ses premiers titres, à savoir un championnat et deux coupes d'Islande.
En janvier 2015, il connaît sa première expérience à l'étranger en rejoignant le club suédois de l'AIK Solna. Il vient remplacer Martin Lorentzson qui n'est pas prolongé par le club de la banlieue de Stockholm .

## Sélection islandaise
Haukur Hauksson est sélectionné en chez les moins de 19 ans avec l'Islande, et compte également une sélection avec les espoirs. Convoqué régulièrement par Lars Lagerbäck et Heimir Hallgrímsson au cours de l'année 2014, il fête finalement sa première cape chez les A en janvier 2015, lors d'un match face au Canada (1-1). Hauksson est par la suite sélectionné par l'entraîneur Lars Lagerback pour faire partie des 23 joueurs participant à l'Euro 2016. Lors du tournoi en France, il participe à la compétition avec son équipe nationale, l'aventure s'arrête en quart de finale lorsque l'Islande perd contre l'équipe de France (2-5). 

## Palmarès
- KR
  - Champion d'Islande en 2013
  - Vainqueur de la Coupe d'Islande en 2012 et 2014
  - Vainqueur de la Supercoupe d'Islande en 2012 et 2014